# Egg (Ausztria)
Egg település Ausztria legnyugatibb tartományának, Vorarlbergnek a Bregenzi járásában található. Területe 65,37 km², lakosainak száma 3 435 fő, népsűrűsége pedig 53 fő/km² (2014. január 1-jén). A település 561 méteres tengerszint feletti magasságban helyezkedik el.
A település részei:
- Egg
- Großdorf

## Fordítás
- Ez a szócikk részben vagy egészben  az   Egg, Ausztria című angol Wikipédia-szócikk ezen változatának fordításán alapul.  Az eredeti cikk szerkesztőit annak laptörténete sorolja fel. Ez a jelzés csupán a megfogalmazás eredetét és a szerzői jogokat jelzi, nem szolgál a cikkben szereplő információk forrásmegjelöléseként.